# إدوارد ريني
إدوارد هنري ريني (بالإنجليزية: Edward Henry Rennie)‏ هو عالم أسترالي، وكان رئيسا لجمعية جنوب أستراليا الملكية.
ولد في بالمين، سيدني في 19 آب 1852 وتوفي في أديليد في 8 كانون الثاني 1927.
حصل على درجة بكالوريوس وماجستير في الآداب من جامعة سيدني، ثم انتقل إلى لندن لدراسة الكيمياء.